# سوگورو آسانوما
سوگورو آسانوما (انگلیسی: Suguru Asanuma؛ زادهٔ ۱۲ آوریل ۱۹۹۲) بازیکن فوتبال اهل ژاپن است.